# La Fin d'une liaison (roman)
Pour les articles homonymes, voir The End of the Affair et La Fin d'une liaison.
La Fin d'une liaison (The End of the Affair) est un roman de Graham Greene paru en 1951. 
Le titre français, dans la traduction de Marcelle Sibon pour Robert Laffont, La Fin d’une liaison, traduit un glissement sémantique[pas clair].

## Résumé
Le roman est un jeu amoureux entre trois personnes : Maurice Bendrix, un écrivain ;  sa maîtresse Sarah Miles, femme de la bonne société ; le mari de celle-ci, Henry Miles, haut fonctionnaire. Sarah a épousé Henry sans amour et s’ennuie auprès de ce mari compassé et sans originalité. Elle est devenue pendant la guerre la maîtresse de Maurice Bendrix, à la fois pour pimenter son existence, et pour des motifs sexuels, le roman traduisant de manière plus ou moins explicite les médiocres talents amoureux du mari. La rencontre avec Bendrix est arrivée alors que l’écrivain, à la recherche de la matière d’un nouveau roman, se renseignait sur le travail des hauts fonctionnaires et avait approché Henry Miles à cette fin. La relation des amants, simple passade au début, devient peu à peu intense, mais se heurte à la jalousie de Maurice, qui reproche à sa maîtresse de ne pas avoir le cran de divorcer, et l’accuse de privilégier son confort matériel. 
Un incident vient mettre fin brutalement à la liaison, lorsque la maison de Bendrix est bombardée en 1944 alors qu’il fait l’amour avec Sarah. Bien qu’agnostique, celle-ci, folle d’inquiétude, fait à Dieu le serment de quitter son amant et de s’amender si Maurice survit. Sarah quitte Bendrix sans un mot, une fois ce dernier sauvé. Plus tard, la guerre ayant pris fin, Bendrix, qui n’a plus de nouvelles en effet de Sarah et qui est tenaillé par la jalousie, aborde Henry Miles et constate que celui-ci suspecte une infidélité de son épouse. Comme Henry évoque l’intervention d’un détective privé, Maurice lui suggère de l’embaucher sous son propre nom, pour éviter un scandale. En réalité, il entend contrôler l’enquête et savoir avant Henry quel est le comportement de son ancienne maîtresse. L’agence de détective informe Maurice des visites que fait Sarah à un appartement en ville. Bendrix s’y rend et constate qu’il s’agit du domicile d’un prédicateur rationaliste, ce qui ne le décourage pas de penser que Sarah mène une vie dissolue. Seule la découverte chez Henry du journal tenu par Sarah lui ouvre les yeux, en lui révélant que la jeune femme traverse une grave crise mystique depuis leur rupture, et s’interroge sur sa relation avec Dieu. Le journal apprend aussi à Maurice le serment fait par son amante. Ayant pris froid au cours d'une promenade faite dans un grand état d'exaltation, Sarah tombe gravement malade. Ne se soignant pas, elle meurt de pneumonie. Maurice et Henry se rapprochent et évoquent ensemble le souvenir de la défunte. Henry ne s'est pas vraiment rendu compte de ce qui s’est passé, et ressasse sa rancœur d'homme trompé, alors que Maurice balance entre l’émotion du souvenir et la haine d’un amour blessé. À l'issue d'une scène violente où il se dispute avec le confesseur de Sarah, le Père Crompton, Il finit par éprouver des sentiments religieux ambigus, tout en déclarant ne pas aimer Dieu.

## Place de l'œuvre
Roman catholique, l’ouvrage puise sa force dans l’expérience personnelle de l’auteur, qui menait depuis 1946 une relation avec une femme mariée, Catherine Crompton. Cette liaison dura jusqu’en 1966 en dépit des efforts du mari pour la briser. Henry Walston, haut fonctionnaire puis politicien travailliste, fut l’inspirateur transparent du mari de Sarah dans le roman, dédicacé à une mystérieuse « C » (et plus explicitement « à Catherine » dans l’édition américaine). Un autre indice est le nom du confesseur de Sarah : Crompton était le nom de jeune fille de Catherine, épouse Walston. Cet ouvrage tranche dans l’œuvre romanesque de Graham Greene, tant par les allusions personnelles que par le ton plutôt osé pour l’époque : le sexe y est cité de manière parfois crue, le mari est décrit comme un « bonnet de nuit » ridicule (au point que les amants s’unissent une fois sous son toit alors qu’il est présent dans la maison), l’épouse éprouve des envies impudiques décrites dans son journal. Rarement Greene est allé aussi loin dans la description clinique des relations humaines.

## Adaptations
Il s’agit d’un des romans de Greene ayant donné lieu au plus grand nombre d’adaptations, tant au cinéma qu’au théâtre, ou même à l’opéra.

### Cinéma
- 1955 : Vivre un grand amour (The End of the Affair), film américain réalisé par Edward Dmytryk, avec Deborah Kerr, Van Johnson et Peter Cushing.
- 1999 : La Fin d'une liaison (The End of the Affair), film américain réalisé par Neil Jordan, avec Julianne Moore, Ralph Fiennes et Stephen Rea.

### Télévision
- 1969 : La Fine dell'avventura, mini-série italienne en trois épisodes réalisée par Gianfranco Bettetini, avec Mila Vannucci, Raoul Grassilli et Tino Carraro.
- 1971 : téléfilm réalisé par Edmond Tyborowski, diffusé le 22 mars 1971, avec Martine de Breteuil, Michel Vitold et André Valmy

### Opéra
En 2004, Jake Heggie composa un opéra basé sur le roman, joué pour la première fois à Houston (États-Unis). 

### Théâtre
- 2011 : The Affair, pièce américaine jouée à Pittsburgh par le Quantum Theatre, dans une adaptation de Karla Boos[5].